# Eugène Scribe
Augustin Eugène Scribe (Parijs, 24 december 1791 – aldaar, 20 februari 1861) was een Frans toneelschrijver en librettist. Hij was een van de belangrijkste en vruchtbaarste schrijvers van de 19e eeuw en grondlegger van het pièce bien faite.
Scribe zou zijn vader niet opvolgen in de zijdehandel. In plaats daarvan genoot hij een goede opleiding in de rechten, maar hij ging uiteindelijk toch toneelstukken schrijven. Zijn eerste werk, Le Prétendu sans le savoir – anoniem gepubliceerd in Variétés in 1810 –, flopte. Er volgden talrijke andere stukken, die hij in samenwerking met verschillende auteurs schreef, maar Scribe gooide geen hoge ogen tot 1815.
Hoofdonderwerp bij Scribe was de bourgeoisie van zijn tijd. Hij schreef geregeld voor vaudeville.  Zijn stukken zijn aantrekkelijk en goed geconstrueerd rond een plot, maar missen echte diepgang. Zijn eerste belangrijke succes Une Nuit de la garde nationale uit 1815 kwam tot stand in samenwerking met Delestre Poirson. Veel van zijn recenter werk werd eveneens in samenwerking met anderen geschreven.
Hij was uiterst productief en schreef elk soort drama – vaudevilles, komedies, tragedies, libretti voor opera en ballet… Het Theater Gymnase alleen al zou hij ongeveer 150 stukken hebben aangeleverd nog voor 1830. Hij had uiteraard enige medewerkers, een voor het verhaal, een ander voor de dialogen en nog een voor de grappen. Zijn medewerkers waren onder anderen Jean Henri Dupin, Germain Delavigne, Delestre-Poirson, Mélesyule (AHJ Duveyrier), Marc-Antoine Desaugiers, Xavier Saintine en Gabriel Legouvé.
Soms in samenwerking met Giacomo Meyerbeer produceerde hij libretti voor een aantal opera’s. Zo schreef hij onder andere voor Giuseppe Verdi, Vincenzo Bellini, Daniel Auber, Victor Massé, Gaetano Donizetti en Gioacchino Rossini. Zijn samenwerking met Hector Berlioz liep op niets uit. Net voor zijn dood werkte hij aan het libretto voor L'Africaine van Meyerbeer.
Zijn debuut in de ernstige komedie viel in 1822 in het Théâtre Français met Valérie, het eerste van een succesvolle reeks stukken in hetzelfde genre. Scribes productiviteit bleek onnavolgbaar, evenals zijn inzicht in theatertechnieken en de smaak van het publiek. Een halve eeuw was hij het bekendste exponent van de Franse middenklasse, hoewel zijn stijl en karakters heel alledaags bleven.
Hij schreef ook enkele novellen van minder betekenis.
In 1834 werd Scribe verkozen tot lid van de Académie française.

## Bekende theaterstukken
- Une Nuit de la garde nationale 1815
- Bertrand et Suzette; ou Le Mariage de raison 1826
- Le Mariage d'Argent 1827
- Bertrand et Raton; ou L'Art de conspirer 1833
- Le Verre d'eau 1840
- Une Chaine 1842
- Adrienne Lecouvreur 1848
- Bataille de Dames 1851

### Bekende libretti
- La Muette de Portici
- Fra Diavolo
- Robert le Diable
- Les Huguenots
- La Dame Blanche
- La Sonnambula
- La Favorita
- L'Elisir d'Amore
- La Juive
- L'Africaine
- Le Prophète (1849; comp. Giacomo Meyerbeer)
- Le Comte Ory
- Adriana Lecouvreur
- Les Vêpres Siciliennes (1855; comp. Giuseppe Verdi)

- Bibsys: 90365953
- Biblioteca Nacional de España: XX840095
- Bibliothèque nationale de France: cb11924226g (data)
- Catàleg d'autoritats de noms i títols de Catalunya: 981058521803806706
- CiNii: DA04180108
- Digitale Bibliotheek voor de Nederlandse Letteren: scri002
- Gemeinsame Normdatei: 118612425
- International Standard Name Identifier: 0000 0001 2122 970X
- KulturNav: f81cde09-39f2-4ebf-8bf7-813c3ce0bff2
- Library of Congress Control Number: n79004209
- Nationale Bibliotheek van Letland: 000145836
- Base Léonore: LH//2490/10
- MusicBrainz: b4232e06-9d2e-44fd-913f-67ffcb29507e
- Bibliotheek van het Japanse parlement: 00770913
- Nationale Bibliotheek van Tsjechië: jn19981002121
- Nationale bibliotheek van Australië: 36124509
- Nationale Bibliotheek van Israël: 987007267818605171
- Nationale Bibliotheek van Polen: a0000001772600
- Nationale en Universitaire bibliotheek Zagreb: 000032022
- Nederlandse Thesaurus van Auteursnamen: 068822766
- Réseau des bibliothèques de Suisse occidentale: 02-A000147161
- Istituto Centrale per il Catalogo Unico: CFIV037439
- LIBRIS: 263560
- SNAC: w6pc33jc
- Système universitaire de documentation: 027129543
- Trove: 1216194
- Virtual International Authority File: 19684263
- WorldCat: E39PBJjRYQBGCpm9YwgJ8tkVYP